# Gene Nora Jessen
Pour les articles homonymes, voir Jessen.

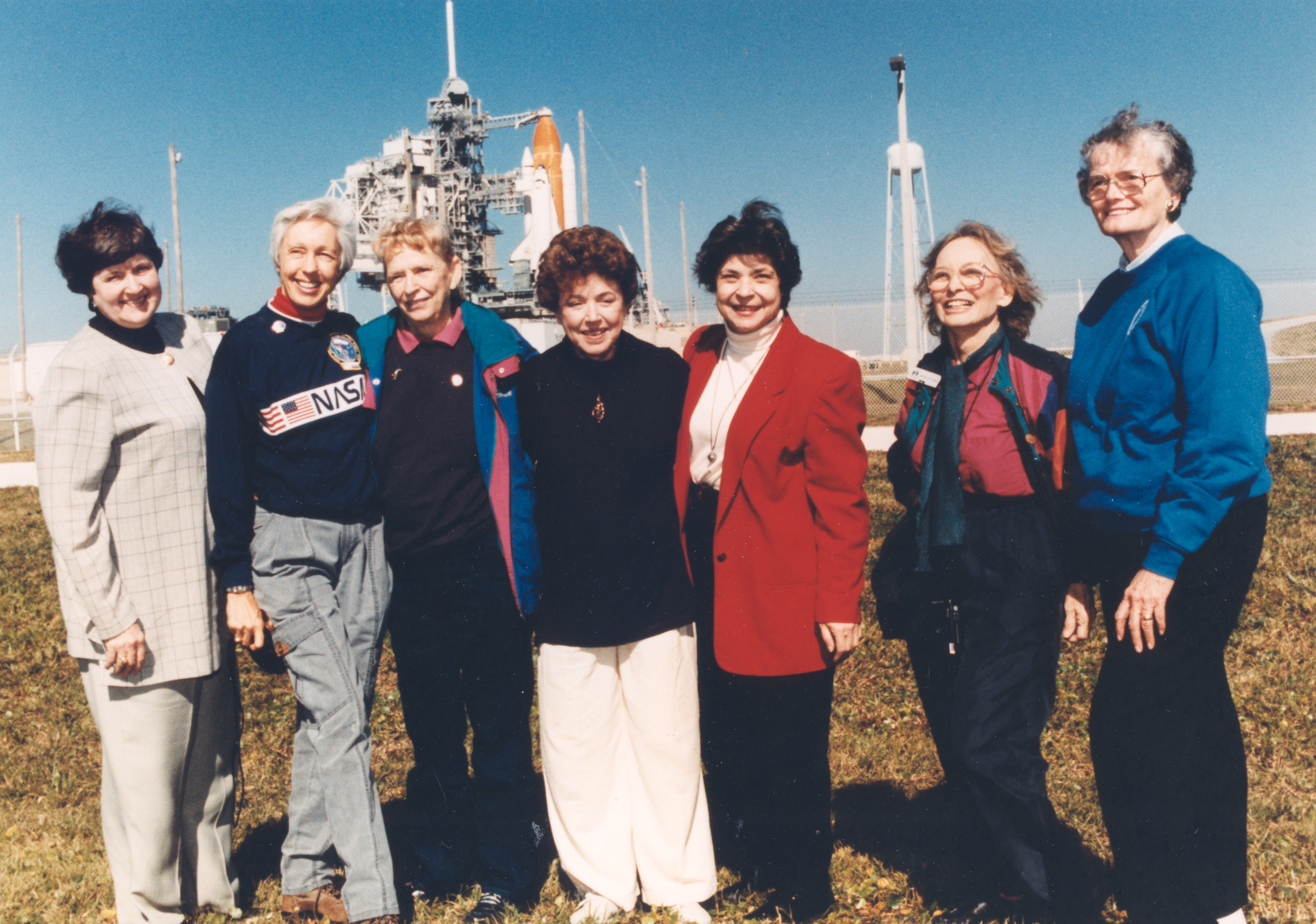
En visite au centre spatial en tant qu'invités du pilote de STS-63, Eileen Collins, il y a (de gauche à droite) Gene Nora Jessen, Wally Funk, Jerrie Cobb, Jerri Truhill, Sarah Ratley, Myrtle Cagle et Bernice Steadman.

Gene Nora Stumbough Jessen, née le 10 janvier 1937 et morte le 21 mai 2024, est une aviatrice américaine et un membre de Mercury 13. Jessen a travaillé tout au long de sa carrière en tant qu'instructrice de vol, pilote de démonstration, conseillère auprès de la Federal Aviation Agency (FAA) et présidente des Ninety-Nines. Gene Nora Jessen a également écrit sur le vol et l'histoire des femmes en vol.

## Biographie
Jessen a grandi à Chicago. Jessen a commencé à voler pendant sa première année de lycée. Pendant ce temps, elle a rejoint la Civil Air Patrol, où l'un des étudiants avec qui elle a volé lui a parfois permis de piloter l'avion et lui a dit qu'elle était une « naturelle ». Jessen a fréquenté l'Université de l'Oklahoma (OU), où elle a continué à voler et a également joué du violoncelle dans l'orchestre symphonique de l'école. Elle faisait également partie du club de pilotage de l'école, connu sous le nom de « Air Knockers ». Tout en suivant des cours à l'OU, en 1959, Jessen est devenue la première femme à travailler comme instructeur de vol pour l'école. Pendant son séjour à l'OU, elle a remporté sept trophées de vol de niveau collégial. Jessen est diplômé de l'OU en 1961. La même année, Jessen devient l'une des 13 femmes à suivre une formation d'astronaute dans le cadre de Mercury 13. Wally Funk était la personne qui a parlé à Jessen des tests des astronautes et, peu de temps après avoir découvert le programme, Jessen a postulé avec ses qualifications de vol. Elle a été acceptée et a quitté son emploi d'instructeur de vol. Après avoir passé les tests, elle devait se rendre en Floride pour s'entraîner dans la Marine, mais le projet a été annulé.
Jessen est allée travailler pour Beechcraft en 1962 et a déménagé à Wichita, au Kansas,. Jessen a piloté des avions à des fins de démonstration pour l'entreprise. Elle a ensuite embarqué pour un vol de 90 jours avec sa collègue pilote, Joyce Case, dans un avion Beechcraft Musketeer,. Elle a finalement été qualifiée pour piloter toute la gamme de leurs avions. Elle a rencontré son mari, Bob Jessen, à Beechcraft et, après leur mariage, ils ont déménagé à Boise, dans l'Idaho, en 1967, où ils ont établi leur propre concession Beechcraft,.
Jessen faisait partie du comité consultatif des femmes auprès de la Federal Aviation Agency (FAA) et avait été nommée par le président Lyndon B. Johnson. Entre 1988 et 1990, elle a été présidente des Ninety-Nines. En 2007, Jessen et les autres femmes de Mercury 13 ont reçu des doctorats honorifiques de l'Université du Wisconsin à Oshkosh (UWO). Ce fut la première fois qu'elles furent honorées en tant que groupe.
En 2017, Jessen a commencé à souffrir de dégénérescence maculaire dans son œil gauche et forcée d'arrêter de voler.

## Écriture
Le livre de Jessen de 2018, Sky Girls, est une chronique du Powder Puff Derby de 1929. Jessen a personnellement interviewé de nombreux pilotes originaux qui ont participé à la course. Sky Girls avait déjà été publié sous le titre The Powder Puff Derby of 1929. Publishers Weekly a qualifié la première version du livre de « morceau bien travaillé d'Americana ».